# Josef Schleinkofer
Josef Schleinkofer (Monaco di Baviera, 19 marzo 1910 – Monaco di Baviera, 1984) è stato un pugile tedesco.

## Palmarès

### Olimpiadi
- Argento a Los Angeles 1932 nei pesi piuma.